# Międzynarodowy Festiwal Filmowy w Szanghaju
Międzynarodowy Festiwal Filmowy w Szanghaju (chiń.: 上海国际电影节) – festiwal filmowy odbywający się w Szanghaju w Chinach od 1993 roku.